# Triángulo equilátero

Un triángulo equilátero y sus ángulos principales

En geometría, un triángulo equilátero es un polígono regular, es decir, tiene sus tres lados iguales. En la geometría euclídea tradicional, los triángulos equiláteros también son equiangulares, es decir, los tres ángulos internos son iguales.

## Propiedades
El triángulo equilátero tiene 3 ejes de simetría, cada uno pasa por un vértice y el punto medio del lado opuesto. Por simetría del triángulo equilátero, se tiene que:
- Cada altura, mediana, bisectriz, mediatriz y eje de simetría de un triángulo equilátero coinciden sobre una misma recta. Por tanto el ortocentro, el baricentro, el incentro y el circuncentro coinciden en un mismo punto central.
- Considerando el baricentro, como centro de rotación, las rotaciones de 0°, 120° y 240° llevan la figura sobre sí misma, las reflexiones sobre cada una de las medianas llevan la figura sobre sí misma. Luego se puede establecer un grupo de movimientos del triángulo equilátero de orden 6. Además las tres rotaciones forman un subgrupo cíclico.[2]
- Dos triángulos equiláteros cualesquiera son semejantemente congruentes

.
| - Los ángulos interiores del triángulo son de 60° si y solamente si los lados son iguales. |
| Solo hace falta saber que los ángulos son iguales y la suma tiene que ser 180°             |

- Los ángulos exteriores de un triángulo equilátero son de 120°

### Formulario
Fórmulas relativas al valor del lado {\displaystyle a} de un triángulo equilátero:
- Su perímetro es: {\displaystyle p=3\cdot a}

| - La altura es: {\displaystyle h=a\cdot {\frac {\sqrt {3}}{2}}} |
| Aplicando el teorema de Pitágoras a una mitad del triángulo dividida por la altura se tiene que: {\displaystyle h={\sqrt {a^{2}-{\big (}{\frac {a}{2}}{\big )}^{2}}}=a\cdot {\frac {\sqrt {3}}{2}}} |

- La apotema es {\displaystyle a_{p}=a\cdot {\frac {\sqrt {3}}{6}}}.[3]

| - El radio de una circunferencia circunscrita es: {\displaystyle R=a\cdot {\frac {\sqrt {3}}{3}}} - El radio de una circunferencia inscrita es: {\displaystyle r=a\cdot {\frac {\sqrt {3}}{6}}}                              |
| Aplicando semejanza sobre la mitad del triángulo y uno de los pequeños. Se deduce así que {\displaystyle R=2\cdot r} y, por tanto, la distancia del centro a un vértices es el doble que la distancia del centro a una base. |

- El radio de la circunferencia exinscrita es {\displaystyle R_{e}=a\cdot {\frac {\sqrt {3}}{2}}}.[3]
- La relación entre los tres radios citados anteriormente es {\displaystyle R=2\cdot r={\frac {2}{3}}\cdot R_{e}}.[3] Además,

{\displaystyle {\frac {3}{a}}={\frac {\sqrt {25Rr-2r^{2}}}{4Rr}}}
- El semiperímetro es {\displaystyle \displaystyle s=2R+(3{\sqrt {3}}-4)r\quad {\text{(Blundon)}}}[5]
- El área es: {\displaystyle A=a^{2}\cdot {\frac {\sqrt {3}}{4}}}
  - El área en función de la altura {\displaystyle h} del triángulo es: {\displaystyle A=h^{2}\cdot {\frac {\sqrt {3}}{3}}}
  - El área en función del radio {\displaystyle R} de la circunferencia circunscrita es: {\displaystyle A=R^{2}\cdot {\frac {3{\sqrt {3}}}{4}}}
  - El área en función del radio {\displaystyle r} de la circunferencia inscrita es:{\displaystyle A=r^{2}\cdot 3{\sqrt {3}}}
  - El área en función del radio {\displaystyle R_{e}} de la circunferencia exinscrita es:{\displaystyle A=R_{e}^{2}\cdot {\frac {\sqrt {3}}{3}}}[3]

### Construcciones
Según símbolo de Schläfli se pueden obtener las siguientes construcciones:
- {3/1} es el triángulo equilátero.

- {3,6} es el teselado del plano.

- {3,5} es el icosaedro.

- {3,4} es el octaedro.

- {3,3} es el tetraedro.

## Utilización prehistórica

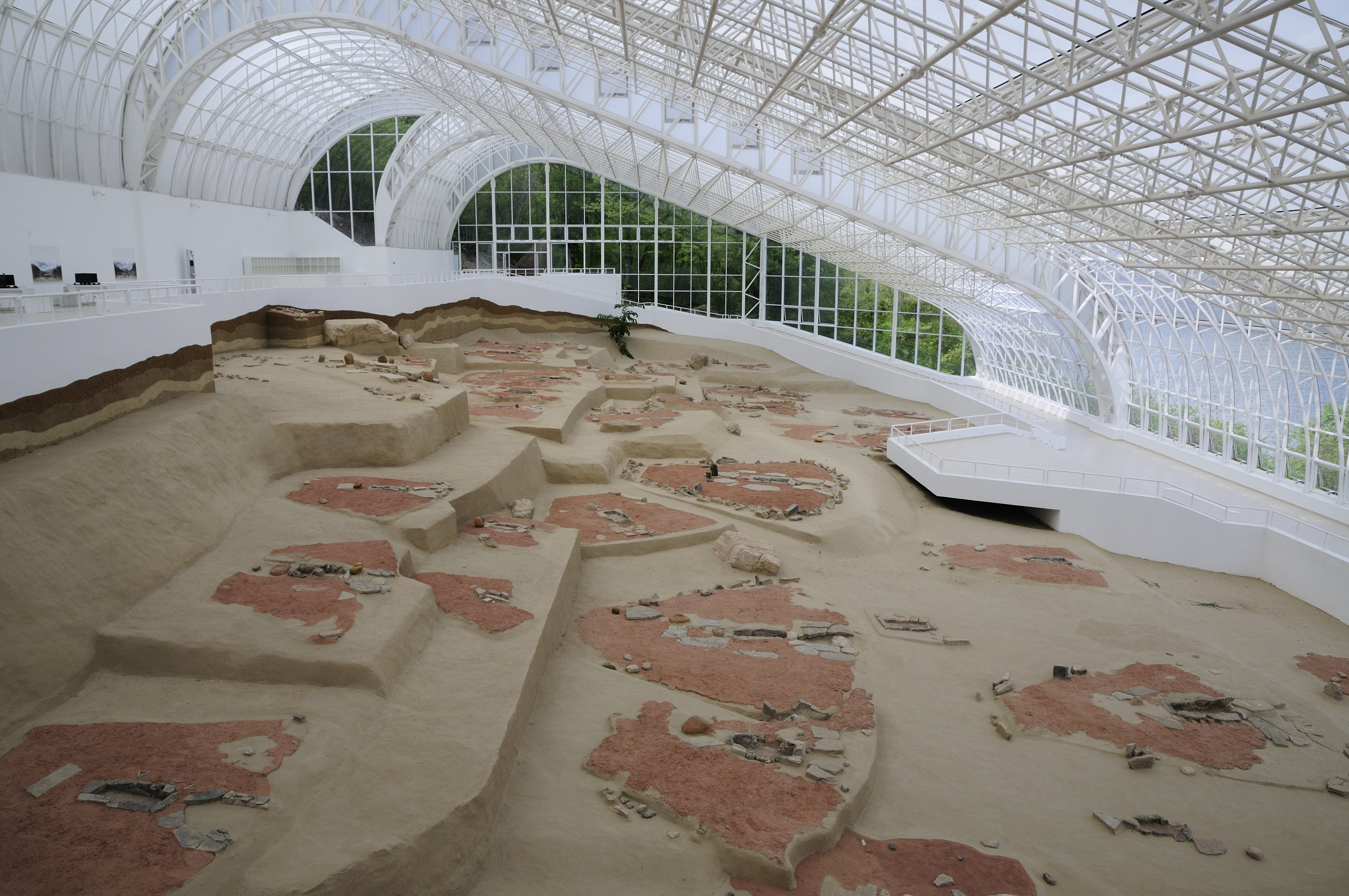
Yacimiento de Lepenski Vir

- Se utilizaron triángulos equiláteros como base de las construcciones descubiertas en el yacimiento prehistórico de Lepenski Vir, en Serbia.

## Matriz de traducción
- Weisstein, Eric W. «Triángulo_equilátero».  En Weisstein, Eric W, ed. MathWorld (en inglés). Wolfram Research.